# Diplomaragna kedrovaya
Diplomaragna kedrovaya är en mångfotingart som beskrevs av Mikhaljova 1993. Diplomaragna kedrovaya ingår i släktet Diplomaragna och familjen Diplomaragnidae. Inga underarter finns listade i Catalogue of Life.